# Teramo

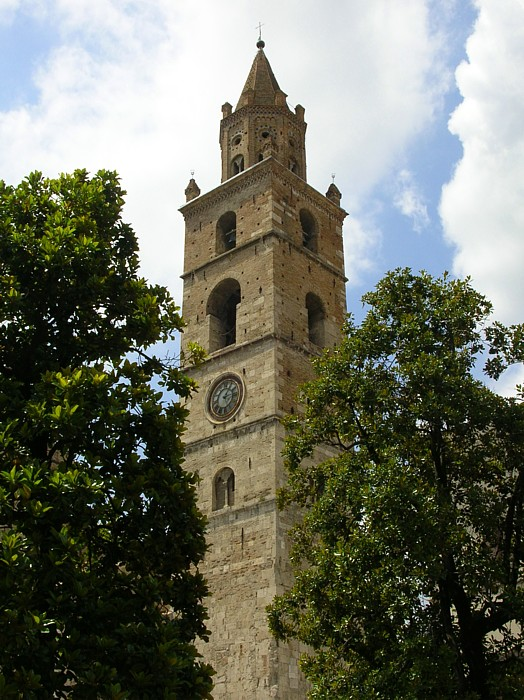
Campanar de la catedral

Teramo és una ciutat d'Itàlia, a la regió dels Abruços, província de Teramo de que n'és la capital. Es troba a 265 metres sobre el nivell del mar i la comuna té 151 km² i 53.998 habitants l'any 2020. El seu patró es Sant Berard del qual es fa la festa el 19 de desembre.

## Història
Interamna va ser una ciutat dels pretutis, una de les tribus dels picens, i segurament n'era la seva capital. És esmentada per Claudi Ptolemeu, però Plini el Vell no la menciona. Al Liber Coloniarum apareix com una de les Civitates Piceni (ciutats del Picè). Portava el nom d'Interamna Praetutia segons Sext Juli Frontí, i formava part de la tribu Velina. A la referència de Frontí s'esmenten els seus habitants amb el nom de Interamnates Praetutiani.
El cònsol Mani Curi Dentat la va conquerir l'any 290 aC, i va adquirir el rang de municipium. Durant la guerra social (91-88 aC) es va situar amb el partit popular contrari a Sul·la, que la va privar del seu estatut municipal, estatut que Juli Cèsar li va restituir. Era una ciutat interior allunyada de les principals vies, no apareix als Itineraris del segle iv, però al segle v era seu d'un bisbe i la ciutat tenia certa importància.
Hi ha restes del teatre, els banys i altres edificis, així com estàtues, altars, i altres restes incloent nombroses inscripcions; el nom ja apareix al Liber Coloniarum amb la forma de Teramne. Però durant uns segles s'anomena sovint també Aprutium, derivat del poble dels praetutii aplicada a la seva ciutat principal. També l'esmenta el Geògraf de Ravenna com a Abrutium, i sota els longobards apareix un comes Apruti. Aquest nom va donar el de la regió dels Abruços.
La ciutat va entrar en decadència a la caiguda de l'Imperi. Dominada pels ostrogots i després per l'Imperi Romà d'Orient, la van conquerir els longobards i va acabar inclosa en el ducat de Spoleto poc després de l'any 570. El 1156 la va ocupar i incendiar el normand comte Robert de Loretello i incorporada al Regne de Sicília; la ciutat la va reconstruir pel bisbe local Guiu II. L'any 1213 el ducat veí de Spoleto va passar sota la sobirania del Papa i Teramo va quedar com a ciutat fronterera governada per diversos senyors locals. Dins el Regne de Nàpols i Dues Sicílies va ser la capital de la província d'Abruzzo Ulteriore fins al 1860 quan va ser annexionada al regne d'Itàlia.
Ocupada pels alemanys el 1943, el 1944 la població es va revoltar contra els ocupants. El 14 de juny de 1944 hi van entrar els aliats.

## Fills il·lustres
- Luigi Badia (1819/1822-1899) compositor i mestre de cant
- Attilio Danese, assagista